# Liste des épisodes de Défis extrêmes

Cet article présente la liste des épisodes de la série télévisée d'animation canadienne Défis extrêmes (Total Drama).

## Saisons
| Saison | Saison            | Nb. d'épisodes | Nb. d'épisodes                | Nb. de candidats | Diffusion originale                    | Diffusion originale              | Diffusion française                   | Diffusion française           |
| Saison | Saison            | Nb. d'épisodes | Nb. d'épisodes                | Nb. de candidats | Début de saison                        | Fin de saison                    | Début de saison                       | Fin de saison                 |
| ------ | ----------------- | -------------- | ----------------------------- | ---------------- | -------------------------------------- | -------------------------------- | ------------------------------------- | ----------------------------- |
|        | 1                 | 27             | 27                            | 22               | 8 juillet 2007 () 5 juin 2008 ()       | 4 janvier 2008 11 décembre 2008  | 6 juin 2008                           | 27 janvier 2009               |
|        | 2                 | 27             | 27                            | 15               | 11 janvier 2009 () 11 juin 2009 ()     | 10 juin 2010 6 avril 2010        | 27 janvier 2010                       | 16 janvier 2011               |
|        | 3                 | 26             | 26                            | 18               | 10 juin 2010 () 21 juin 2010 ()        | 24 avril 2011 15 novembre 2010   | 1er avril 2011                        | 25 septembre 2011             |
|        | 4                 | 13             | 13                            | 13               | 5 janvier 2012 () 5 juin 2012 ()       | 12 avril 2012 28 août 2012       | 7 février 2012                        | 24 mars 2012                  |
|        | 5.1               | 26             | 13                            | 14               | 10 septembre 2013 () 9 janvier 2014 () | 3 décembre 2013 27 mars 2014     | 9 janvier 2014 () 1er avril 2014 ()   | 27 mars 2014 17 avril 2014    |
|        | 5.2               | 26             | 13                            | 14               | 7 juillet 2014 () 4 septembre 2014 ()  | 18 juillet 2014 20 novembre 2014 | 4 septembre 2014 () 6 février 2015 () | 20 novembre 2014 16 mars 2015 |
|        | 1 (série dérivée) | 26             | 26                            | 36               | 7 septembre 2015 () 4 janvier 2016 ()  | 9 octobre 2015 15 février 2016   | 4 janvier 2016 () 1er avril 2017 ()   | 15 février 2016               |
|        | 6                 | 26             | 13                            | 16               | 21 octobre 2023 () 1er juin 2024 ()    | 2 décembre 2023 24 août 2024     | 4 novembre 2023 ()                    | 16 décembre 2023              |
| 13     | 6                 | 26             | 3 mars 2024 () 31 mai 2025 () | 16               | 14 avril 202423 août 2025              | 9 mars 2024 ()                   | 20 avril 2024                         |                               |

## Épisodes

### Première saison:L'île des défis extrêmes(2007-2008)
| No. de production | No. de saison | Titre québécois                            | Titre français                             | Titre original                       |
| ----------------- | ------------- | ------------------------------------------ | ------------------------------------------ | ------------------------------------ |
|                   |               |                                            |                                            |                                      |
| 1                 | 1             | On campe ou on décampe? - 1re partie       | On campe ou on décampe? - 1re partie       | Not So Happy Campers - Part 1        |
| 2                 | 2             | On campe ou on décampe? - 2e partie        | On campe ou on décampe? - 2e partie        | Not So Happy Campers - Part 2        |
| 3                 | 3             | Le gros dodo                               | Le Grand Sommeil                           | The Big Sleep                        |
| 4                 | 4             | Ballon brailleur                           | Le Ballon du désespoir                     | Dodgebrawl                           |
| 5                 | 5             | Pas fameux                                 | Le Concours de talents                     | Not Quite Famous                     |
| 6                 | 6             | Le Plein Air plate                         | Maudite Nature                             | The Sucky Outdoors                   |
| 7                 | 7             | Le Facteur Phobie                          | Au-delà de ses phobies                     | Phobia Factor                        |
| 8                 | 8             | L'île des morts                            | Attention mauvais sort !                   | Up the Creek                         |
| 9                 | 9             | Un chasseur sachant chasser                | La chasse est ouverte                      | Paintball Deer Hunter                |
| 10                | 10            | Craquer sous pression                      | Le Combat des chefs                        | If You Can't Take the Heat...        |
| 11                | 11            | En qui avoir confiance ?                   | On ne se méfie jamais assez !              | Who Can You Trust ?                  |
| 12                | 12            | Formation de base                          | Engagez-vous, qu'ils disaient !            | Basic Straining                      |
| 13                | 13            | Torture X-trême                            | Extrême ? Vous avez dit extrême ?          | X-Treme Torture                      |
| 14                | 14            | Brunch dégueu                              | L'Estomac bien accroché                    | Brunch of Disgustingness             |
| 15                | 15            | Ayoye môman                                | Tests d’endurance                          | No Pain, No Game                     |
| 16                | 16            | Fouille et dépouille                       | Un trésor... dinaire                       | Search and Do Not Destroy            |
| 17                | 17            | Sauve qui peut                             | Le Chef à vos trousses                     | Hide & Be Sneaky                     |
| 18                | 18            | Mauvaise mine                              | On perd les pédales...                     | That's off the Chain !               |
| 19                | 19            | Est-ce qu'on est le 13 aujourd'hui ?       | Peur ? Moi, jamais !                       | Hook, Line & Screamer                |
| 20                | 20            | Wawanakwa en délire                        | Wawanakwa en délire                        | Wawanakwa Gone Wild !                |
| 21                | 21            | La vie après le quai de la honte           | La dure réalité des losers                 | Haute Camp-ture                      |
| 22                | 22            | Triage au triathlon                        | Triathlon infernal                         | Trial by Tri-Armed Triathlon         |
| 23                | 23            | Camp des naufragés                         | Naufrage !                                 | Camp Castaways                       |
| 24                | 24            | A-trappe nigaud                            | On yéti enfin arrivé !                     | Are We There Yeti ?                  |
| 25                | 25            | Ultime défi ou vérité                      | La Roue de l'extrême                       | I Triple Dog Dare You !              |
| 26                | 26            | C'est presque fini !                       | Vivement la fin !                          | The Very Last Episode, Really !      |
| 27                | 27            | L'Île des défis extrêmes extrêmes extrêmes | L'Île des défis extrêmes extrêmes extrêmes | Total Drama Drama Drama Drama Island |

### Anecdotes sur la saison
- La première alliance de l'histoire de l'émission a été créée lors de l'épisode 3 : elle est composée de Marilou, Tania et Berthe. Elle durera environ 18 épisodes car 2 de ses membres se retourneront contre le chef... de même des alliances féminines et masculines seront crées à la suite de la réunification à l'épisode 17 avec chez les hommes Hugo, Gontran, DJ et J.F. et chez les femmes Brigitte, Leshawna, Marilou, Joëlle, Tania et Édith
- Quatre couples amoureux seront mis en valeur : Joëlle et Loïc qui seront par la suite séparés lors de Défis extrêmes : Action ! Gontran et Édith qui seront obligés de rompre lors de l'épisode 13 de Défis extrêmes : La tournée mondiale il y a également Tania et Simon ainsi que Brigitte et J.F. qui sont réputés pour la solidité de leurs relations amoureuses, par la suite lors de l'épisode 6, Audrey et Hugo entameront une love-story enflammée qui se conclura par 3 séparations en 4 saisons... les fans vont également considérer qu'Harold et Leshawna ont eu une idylle mais rien n'a jamais été confirmé... lors de l'épisode bonus "La vie après le quai de la honte" Leshawna dira qu'ils ne sont rien d'autre que des amis
- L'épisode 3 contient des tas d'allusions Lorsque le Chef Albert danse en tutu lors de l'épisode 3 nous pouvons entendre un extrait de Casse-Noisette et particulièrement la Danse de la Fée Dragée, Lors de leur speed-dating de nuit Loïc dit à Joëlle qu'il aime la chanson de Tokio Hotel Durch den Monsun Aussi la scène de film racontée par Joëlle dans l'épisode 3 est une référence directe à Titanic (film, 1997) enfin La scène où Simon a peur en se tenant la tête et les yeux exorbités est un clin d'œil comique au tableau Le Cri d'Edvard Munch
- Lors de l'épisode 4 Lucas dit que "la 1re règle de la balle au prisonnier est de ne jamais parler de la balle au prisonnier" il s'agit d'une référence à Fight Club (film) et Jordy renforce cette emphase en disant "Il se prend pour Brad Pitt" acteur principal du film en question !" Dans ce même épisode Harold évite les balles au ralenti tout comme Neo dans La Matrice enfin Marilou surnomme Joëlle "la gothique au bois dormant"
- Lors de l'épisode 5 Édith entame une danse du serpent à sonnettes ressemblant étrangement à Pulp Fiction Aussi Justin fait un clin d'œil évident à Le feu de la danse dans la mise en scène de son numéro
- Dans l'épisode 6 qui reprend en partie un contexte à la Koh Lanta...  un détail assez drôle Hugo s'endort avec les doigts en position dite du  "Signe des cornes"  ce dernier surnomme d'ailleurs Katrine et Sandrine "Laurel et Hardy en version talons aiguilles" DJ adopte un lapin domestique appelé Chichi
- Lors de l'épisode 7 la chanteuse Céline Dion est mentionnée comme phobie pour Hugo
- Lors de l'épisode 9 Gontran surnomme Hugo "Bambi"
- Dans l'épisode 11 Loïc dit à propos de Tania dans la version québécoise "Ce n'est pas Marie Curie"
- Dans l'épisode 12 la danse effectuée par les candidats est l'exact copié-collé de Thriller (clip de Michael Jackson)
- Lorsque Joëlle et Brigitte lors de l'épisode 13 se disputent Friedrich Nietzsche est mentionné
- L'épisode 14 reprend les codes du challenge de dégustation dans Koh Lanta et ce défi réapparaîtra dans l'épisode 20 de Défis extrêmes : La Tournée mondiale
- Lors de l'épisode 16, la rencontre entre Brigitte et le lapin tueur est un clin d'œil au film Monty Python : Sacré Graal !
- Lors de l'épisode 18 Louis est impressionné par la moto d'Hugo dont l'esthétique rappelle Mad Max
- Lors de l'épisode 19 thématisé Halloween il y a des références à de nombreux films d'horreur comme Vendredi 13 (série de films), Psychose (film)  ou encore Frissons
- Dans l'épisode 20 Hugo se retrouve face à un robot raton laveur emprunté à Transformers tandis qu'Édith nous confie qu'un de ses oncles s'est coupé l'oreille comme Vincent van Gogh
- L'épisode 21 est calqué sur l'épreuve des destins liés dans Koh-Lanta
- L'épisode 23 est calqué sur Koh Lanta mais aussi et surtout Seul au monde il y a également une référence au groupe Kiss lorsque Hugo dévoile ses peintures de guerre son maquillage ressemble à celui de Gene Simmons
- Lors de l'épisode 24 il y a encore une référence à Koh Lanta en particulier l'épreuve de l'orientation,
- Lors des confessions de l'épisode 25 Marilou dit que la SPA sait où se trouve Joëlle pour la récupérer et Greenpeace peut aller rechercher Gontran pour retrouver les baleines

### Deuxième saison:Défis extrêmes: Action!(2009-2010)
| No. de production | No. de saison | Titre québécois                               | Titre français                                | Titre original                                     | Diffusion originale | Diffusion française |
| ----------------- | ------------- | --------------------------------------------- | --------------------------------------------- | -------------------------------------------------- | ------------------- | ------------------- |
|                   |               |                                               |                                               |                                                    |                     |                     |
| 28                | 1             | Un grand prix monstre                         | Indigestion monstre                           | Monster Cash !                                     | 14 janvier 2009     | 13 février 2010     |
| 29                | 2             | Alien : La resurrœuftion                      | Asile d'aliénés                               | Alien Resurr-Eggtion                               | 15 janvier 2009     | 14 février 2010     |
| 30                | 3             | Émeute sur le plateau !                       | Révolte sur le plateau !                      | Riot On Set                                        | 16 janvier 2009     | 15 février 2010     |
| 31                | 4             | Une plage ? Où ça une plage ?                 | Une plage ? Où ça une plage ?                 | Beach Blanket Bogus                                | 21 février 2009     | 16 février 2010     |
| 32                | 5             | Les fous du Far-West                          | Des candidats bien à l'ouest                  | 3:10 to Crazytown                                  | 28 février 2009     | 8 mars 2010         |
| 33                | 6             | À l'ombre de Chefshank                        | Cachotteries au cachot                        | The Chefskank Redemption                           | 15 juin 2009        | 9 mars 2010         |
| 34                | 7             | Entre-amis 1                                  | Confidences sous le marteau                   | TDA Aftermath I: Trents Descent                    | 22 juin 2009        | 7 avril 2010        |
| 35                | 8             | Les Malades imaginaires                       | La Ratatinose flagadae                        | One Flu Over The Coo-Coos                          | 11 juillet 2009     | 8 avril 2010        |
| 36                | 9             | Le Projet Sand Witch                          | Studio hanté                                  | The Sand Witch Project                             | 18 juillet 2009     | 5 juin 2010         |
| 37                | 10            | Full Métal extrêmes                           | Guerre et Pets                                | Full Metal Drama                                   | 25 juillet 2009     | 10 juin 2010        |
| 38                | 11            | Maîtres des désastres                         | Catastrophes en tout genre                    | Masters of Disasters                               | 19 août 2009        | 4 juillet 2010      |
| 39                | 12            | Entre-amis 2                                  | Confidences sous l'enclume                    | TDA Aftermath II: Forgive And For Gwen             | 2 septembre 2009    | 5 juillet 2010      |
| 40                | 13            | L'Inconnu de où déjà ?                        | Le Coffre et la Caisse                        | Ocean's Eight - Or Nine ?                          | 26 octobre 2009     | 25 juin 2010        |
| 41                | 14            | Un million de dollars avant J-C               | Une journée pré-hystérique                    | One Million Bucks B.C.                             | 5 juin 2010         | 18 juin 2010        |
| 42                | 15            | Amateurs de sport, bonsoir!                   | Il va y avoir du sport !                      | Million Dollar Babies                              | 27 octobre 2009     | 14 juin 2010        |
| 43                | 16            |                                               | L'Ultime Ultimatum                            | Dial M For Merger                                  | 6 juin 2010         | 10 juillet 2010     |
| 44                | 17            | Super Héros-ld                                | Super Héro-ld                                 | Super Hero-ld                                      | 6 juin 2010         | 10 juillet 2010     |
| 45                | 18            | Entre-amis 3                                  | Le Contre-choc Show : Ça va chauffer          | TDA Aftermath III: Owen or Lose                    | 7 juin 2010         | 6 juin 2010         |
| 46                | 19            | La Fierté d'une princesse                     | Un prince charmeur                            | The Princess Pride                                 | 7 juin 2010         | 6 juin 2010         |
| 47                | 20            | Rock et Règles                                | Star System                                   | Rock 'n Rule                                       | 8 juin 2010         | 17 juillet 2010     |
| 48                | 21            | Élémentaire, mon cher                         | Enquêteurs en herbe                           | Get a Clue                                         | 8 juin 2010         | 17 juillet 2010     |
| 49                | 22            | Kung Fu Audrey VS. Gontran Chan               | Kung fouyouyou !                              | Crouching Courtney, Hidden Owen                    | 4 juin 2010         | 7 août 2010         |
| 50                | 23            | L'Odyssée du Gontran                          | L'Odyssée de la gerbe                         | 2008: A Space Owen                                 | 4 juin 2010         | 7 août 2010         |
| 51                | 24            | Pas si « bête » que ça                        | C'est tout bête !                             | Top Dog                                            | 9 juin 2010         | 14 août 2010        |
| 52                | 25            | Mutinerie dans la régie                       | Un quiz qui fait des couacs                   | Mutiny on the Soundstage                           | 9 juin 2010         | 14 août 2010        |
| 53                | 26            | Entre-amis 4                                  | Qui veut choisir un millionnaire ?            | TDA Aftermath IV: Who wants to pick a Millionare ? | 10 juin 2010        | 21 août 2010        |
| 54                | 27            | Défis extrêmes : Les célébrités au microscope | Défis extrêmes : Les célébrités au microscope | Celebrity Manhunt's Total Drama Action Show        | 10 juin 2010        | 21 août 2010        |

### Anecdotes sur la saison
- Le monstre utilisé dans l'épisode 1 ressemble à Godzilla et sera recyclé dans Défis extrêmes : La Tournée mondiale  lors de l'escale au Japon
- L'épisode 2 est inspiré par la série de films Alien, dans ce même épisode Hugo surnomme J.F. et Brigitte Roméo et Juliette
- La réplique de Chef pour soudoyer DJ lors de l'épisode 3 "Je vais lui faire une offre qu'il ne pourra pas refuser" est une référence au film Le Parrain (film)
- Dans l'épisode 4 dans l'épreuve de la construction de châteaux de sable Harold fait référence à l'architecte Le Corbusier il appelle son monument "Le Tajma Harold" qui est un jeu de mots avec Taj Mahal lors du défi de départage, Leshawna et Loïc dansent sur une musique proche de Misirlou et Loïc termine sa chorégraphie avec une tentative de moonwalk
- Lors de l'épisode 6 Loïc apprend en direct que Joëlle sa petite amie avait demandé à son équipe de voter contre lui c'est également dans ce Entre amis que Loïc révèle que Joëlle entretient un lien fort avec Hugo ce qui déplaît à Audrey et donne naissance au premier triangle amoureux de l'histoire de l'émission
- La créature Louis Frankenstein dans l'épisode 8 est une référence au monstre éponyme
- L'épisode 9 a été interdit de diffusion en France à cause de l'omniprésence du sang mais il est légalement visible sur Internet
- Lorsque Harold tente d'ouvrir la trappe lors de l'épisode 10 quand les candidats sont coincés dans le sous-marin on peut entendre une musique proche de Mission Impossible
- Dans L'épisode 12, le témoignage de Gordon, un cuistot voulant poser une question à DJ mais qui déverse une quantité astronomique d'insultes est une référence à Gordon Ramsay
- Lorsque Gontran a faim... il devient colérique comme Hulk
- Dans l'épisode 15 il y a 2 références à la boxe, la musique de fond rappelle le thème de Rocky "Gonna Fly Now" Louis surnomme Tania Mike Tyson pour avoir mordu dans le gant en guimauve d'Harold comme quand Tyson mordait les oreilles de ses rivaux
- Dans l'épisode 16 Louis parodie la scène d'introduction des films 007 (Séquence d'ouverture des films de James Bond) et apparait déguisé en Blofeld tenant un chat sur ses genoux
- dans l'épisode 17 à propos des films de super-héros, des personnages et des super-vilains sont parodiés comme Batman (costume de Louis) Killer Croc (Costume de Pythonicus) Wonder Woman (costume de Tania) Aqua-Man (Costume de Leshawna) Captain America (Costume d'Harold) La Guêpe (Costume d'Audrey) ainsi que Cyclope et Jean Grey (Costume d'Hugo) Justin et Berthe sont les seuls candidats à avoir créé un personnage original (Rondin-Man et Bûche-Woman)
- Dans l'épisode 19 ayant pour thème les contes de fées il y a des références multiples à Cendrillon, Blanche Neige, Le Roi Grenouille ou Henri de Fer, Le Petit Chaperon Rouge, Jack et le Haricot Magique et Raiponce par ailleurs le troll édenté joué par Chef Albert utilise des armes pour déstabiliser les concurrents comme des pommes empoisonnées ou encore des œufs en or
- L'épisode 20 ayant pour thème le genre Film policier on alterne donc les clins d'œil avec d'abord Sherlock Holmes, puis le Crime de l'Orient Express et même le Cluedo
- Dans l'épisode 21 un des challenges correspond à Guitar Hero Gontran est habillé en écolier comme Angus Young du groupe AC/DC Audrey sait jouer de la guitare avec les dents comme Jimi Hendrix
- L'épisode 22 consacré au Kung-fu regorge d'allusions aux films d'arts martiaux: le costume de Louis Mercier est une référence au costume de dans Karate Kid, d'ailleurs la position de la grue est utilisée comme figure d'entraînement par Berthe... Hugo cite la technique de Mohamed Ali pour préciser la nature de son apprentissage "Danse comme le papillon et pique comme l'abeille"
- L'épisode 23 thématisé feuilleton spatial reprend en partie 2001 l'Odyssée de l'Espace lorsque les candidats marchent au ralenti pour se diriger vers la centrifugeuse "Vomito-Minute" on voit une référence à l'Etoffe des Héros lorsque la voiture-balai s'en va à la fin de l'épisode on voit un tracé de flammes hommage à Retour vers le futur
- Dans L’épisode 24 la lettre d'Audrey à Hugo est un clin d'œil au couple Rachel Green et Ross Geller dans Friends
- Lors de la Finale entre Hugo et Berthe le dépouillement est similaire à Koh Lanta. Dans cet épisode, Mercier reproche à Chef d'être en retard pour présenter le direct et veut une voiture volante. Jean Pierre Foucault est mentionné par Louis et plus particulièrement son chauffeur car il disposerait sûrement d'un tel véhicule
- La cérémonie des Lézards dont on parle dans les célébrités au microscope est un pastiche des 7 d'or, les films dans lesquels a joué Édith sont King Kong, la Mélodie du Bonheur, L'Attaque de la femme de 50 pieds ainsi que Kill Bill la pochette d'album du boys band composé de Justin, Harold, Loïc et Jordy est un clin d'œil à Abbey Road

### Troisième saison:Défis extrêmes: La Tournée mondiale(2010-2011)
| No. de production | No. de saison | Titre québécois                                                        | Titre français                                      | Titre original                            |
| ----------------- | ------------- | ---------------------------------------------------------------------- | --------------------------------------------------- | ----------------------------------------- |
|                   |               |                                                                        |                                                     |                                           |
| 55                | 1             | Escale en Égypte, partie 1 (Égypte)                                    | Touthankâmon et Tout-en-chanson, partie 1           | Walk Like An Egyptian - Part 1            |
| 56                | 2             | Escale en Égypte, partie 2 (Égypte)                                    | Touthankâmon et Tout-en-chanson, partie 2           | Walk Like An Egyptian - Part 2            |
| 57                | 3             | Vendons des bonbons poissons au Japon (Japon)                          | Au pays du soleil flippant                          | Super Happy Crazy Fun Time in Japan       |
| 58                | 4             | Yukon doit aller en traîneau ? (Yukon)                                 | Une journée trop blizzard                           | Anything Yukon Do, I Can Do Better        |
| 59                | 5             | C'est Broadway, bébé! (New York)                                       | Liberté, Iniquité, Férocité                         | Broadway, Baby!                           |
| 60                | 6             | Entre-amis : Brigitte est dans l'eau froide                            | Contre-choc Show : Baisers glacés                   | Aftermath: Bridgette Over Troubled Waters |
| 61                | 7             | Tape, Tape Révolution (Allemagne)                                      | La Baffaroise                                       | Slap Slap Revolution                      |
| 62                | 8             | La Course AH-mazonienne (Pérou)                                        | Dans l'enfer amazonien                              | The Am-AH-Zon Race                        |
| 63                | 9             | Louvre grand les bras (Paris, France)                                  | Course au musée                                     | Can't Help Falling in Louvre              |
| 64                | 10            | Pêche ton homard comme Wilfred (Terre-Neuve-et-Labrador)               | Bisque, bisque, rame                                | Newf Kids on the Rock                     |
| 65                | 11            | Jamaïqu'y fait chaud (Jamaïque)                                        | En rade chez les Rastas                             | Jamaica Me Sweat                          |
| 66                | 12            | Entre-amis 2 : Sauvons l'émission                                      | Contre-choc Show : Téléphonique !                   | Aftermath: Revenge of the Telethon        |
| 67                | 13            | Un p'tit tour à Londres… (Londres, Angleterre)                         | Jack attaque !                                      | I See London...                           |
| 68                | 14            | Échec chez les Grecs (Grèce)                                           | Un lourd secret                                     | Greece's Pieces                           |
| 69                | 15            | Ex-Files en zone 52 (Zone 51)                                          | Les Bleus de l'espace                               | The EX-Files                              |
| 70                | 16            | Folie du bungee en Australie (Australie)                               | Il fait très chaud à Hanging Rock...!               | Picnic at Hanging Dork                    |
| 71                | 17            | Les Boulettes suédoises (Suède)                                        | Souquez ferme !                                     | Sweden Sour                               |
| 72                | 18            | Entre-amis 3 : Entre-ennemis !                                         | Contre-Choc Show : Ça chauffe sous les projos       | Aftermath Aftermayhem                     |
| 73                | 19            | Les noces à Niagara (Chutes du Niagara)                                | Un mariage qui tombe a l'eau                        | Niagara Brawls                            |
| 74                | 20            | Les mets chinouach ! (Chine)                                           | Brochette de tricheurs à la chinoise                | Chinese Fake-Out                          |
| 75                | 21            | Un faux safari africain (Tanzanie)                                     | Zizanie en Tanzanie                                 | African Lying Safari                      |
| 76                | 22            | C'est tu Pâques, ou quoi ?! (Île de Pâques)                            | Omelette à l'île de Pâques                          | Rapa Phooey!                              |
| 77                | 23            | Dans la chaleur de Drumheller (Drumheller)                             | Barbecue à Dinosaure-Land                           | Awwwwww, Drumheller                       |
| 78                | 24            | Entre-amis 4 : Entre-amis à Hawaï                                      | Contre-choc Show : Pluie de lave sous les tropiques | Aftermath: Hawaiian Style                 |
| 79                | 25            | En avion, en train ou en chaise roulante (Canada, États-Unis, Mexique) | D comme Débrouille                                  | Planes, Trains & Hot Air Mobiles          |
| 80                | 26            | Hawaï qu'on boive du punch ! (Hawaï)                                   | Tout feu tout flamme                                | Hawaiian Punch                            |

### Anecdotes sur la saison
- Les scarabées mangeurs de chair dans l’épisode 1 sont une référence à la Momie
- Harold mentionne les réalisateurs Akira Kurosawa et Hayao Miyazaki pour parler de son style artistique lors de l'épisode 3 lorsqu'il est éliminé Harold se plante un sabre laser dans le ventre en référence à Star Wars
- Lors de l'épisode 5 la chanson "Comment ne pas aimer New York !" Il y a des références aux comédies musicales comme Diamants sur Canapé ou Rhapsody in Blue par Fantasia
- Le challenge de la "danse des baffes" lors de l'épisode 7 est inspiré du Schuhplatter une tradition bavaroise aussi les candidats bougent sur un podium coloré comme dans le jeu Dance Dance Revolution... Enfin, les 3 équipes portent des accessoires typiquement germaniques l'Équipe victorieuse porte des toques en fourrure, l'Équipe Louis est Super, Super, Super, Super Canon porte des casques à pointe tandis que ta tribu Amazon porte un chapeau tyrolien aussi la chanson anti avalanche est une version vocale de Une petite musique de nuit sans oublier que Leshawna se compare à Janet Jackson et Beyoncé
- Le couple entre Marilou et Alessandro est particulièrement valorisé cette saison, tandis qu'une passion obsessionnelle de Sarah-Laurie envers Jordy se met en place
- Lors de l'épisode 9 à Paris il y a des références à l'art comme lorsque les candidats doivent reproduire 3 statues. L'équipe Victorieuse a choisi le Penseur de Rodin, l'équipe Louis est super super super super canon choisit la Vénus de Milo tandis que l'équipe Amazone doit reconstituer la statue de David or comme précisé par Alessandro l'œuvre de Rodin n'est pas exposé au Louvre et la statue de David n'a jamais été entreposée en France les sculptures sont donc des contrefaçons... plus tard dans l'épisode on voit que Sarah-Laurie danse le cancan français et qu'elle observe des peintures ou est même insérée dans des tableaux comme Rue de Paris, temps de pluie, Un dimanche après-midi à l'Île de la Grande Jatte, L'Enfant Bleu, Jane Avril, Les Hasards heureux de l'escarpolette, Les Époux Arnolfini, le Discobole, American Gothic, les Tournesols, ou encore le fils de l'Homme
- Le challenge de bobsleigh en Jamaïque dans l'épisode 11 est une référence au film Rasta Rockett
- La chanson de l'épisode 12 "Petite Sœur" est inspirée par Single Ladies
- L'épisode 13 se déroulant à Londres évoque Jack l’éventreur d'ailleurs la chanson "Cet indice nous le trouverons" est calquée sur Strawberry Fields Forever
- L'épisode 14 se déroule en Grèce... lors de l'intrigue générale, Audrey apprend qu'Hugo la trompe avec Joëlle et va désormais vouloir faire perdre son équipe pour se débarrasser de sa coéquipière gothique... Enfin le mythe d'Icare est repris pour l'épreuve subsidiaire... D'ailleurs la chanson que chantent Hugo et Joëlle est inspirée de la mythologie avec Simon en statue d'Atlas et Audrey en Terpsichore
- L'épisode 15 contient des allusions à la culture science-fiction comme lorsque Gontran se fait relooker comme le Joker joué par Heath Ledger dans Le Chevalier noir, Simon et un alien font se toucher leurs doigts comme dans E.T les extraterrestres qui sautent au visage d'Alessandro sont des facehuggers de la Saga Alien enfin le portail que trouve Marilou ressemble à celui de Stargate
- L'épisode 16 se déroulant en Australie, la chanson "Tondons le Mouton" est inspirée par Back in Black de AC/DC et on voit dans le vidéo-clip l'Opéra de Sydney, La Grande Barrière de Corail ou encore Ayers Rock
- La chanson "La Tête de Joëlle" à l'épisode 17 est un hommage comique à Dancing Queen d'ABBA étant donné que l'intrigue se déroule en Suède, on voit d'ailleurs un fond bleu avec une croix scandinave jaune ainsi que des costumes à paillettes inspiré par le musical Mamma Mia... on remarquera qu'Audrey, Marilou et Sarah Laurie sont habillées avec des teintes vives respectivement Orange, Jaune et Rouge pour symboliser leur envie de victoire alors qu'Hugo, Alessandro et Gontran portent des teintes froides selon le schéma suivant Vert, Bleu et Mauve pour probablement illustrer la défaite
- L'apparence d'Ezechiel en tant que zombie ressemble à Gollum dans Le Seigneur des anneaux aussi la scène où il finit brûlé dans un volcan rappelle une scène du film Le Retour du roi
- Lors de l'épisode 23, la marionnette d'Alessandro lors de la chanson Voilà comment ça finit est conçue à la manière des Muppets
- Le dernier épisode de la saison a un clin d'œil à Star Wars III lorsque Anakin Skywalker passe du côté obscur de la Force, Louis est habillé comme Dark Sidious et lorsqu'on annonce à Alessandro que l'argent a disparu dans le volcan il crie "Noooon" comme Dark Vador lorsqu'il apprend la mort de Padmé Amidala

### Quatrième saison:Défis extrêmes: Le retour à l'île(2012)
| No. de production | No. de saison | Titre québécois                                  | Titre français                        | Titre original                         |
| ----------------- | ------------- | ------------------------------------------------ | ------------------------------------- | -------------------------------------- |
|                   |               |                                                  |                                       |                                        |
| 81                | 1             | Toujours plus brutal !                           | Plus dur ! Plus bête ! Plus méchant ! | Bigger ! Badder ! Brutal-er !          |
| 82                | 2             | Vérité ou requin mutant                          | Bon appétit, Rex !                    | Truth or Laser Shark                   |
| 83                | 3             | On gèle !                                        | Un show bien glacé                    | Ice Ice Baby                           |
| 84                | 4             | Qui trouve... perd !                             | Voyage au bout de la peur             | Finders Creepers                       |
| 85                | 5             | Méchant Traître !                                | Traitre en vue                        | Backstabbers Ahoy !                    |
| 86                | 6             | Beauté sauvage                                   | Tenue griffée exigée                  | Runaway Model                          |
| 87                | 7             | Une mine, c'est pas une place pour les ordures   | En terrain miné                       | A Mine is a Terrible Thing to Waste    |
| 88                | 8             | L'île au trésor de Louis Mercier                 | La Bête et la Bête                    | The Treasure Island of Dr McLean       |
| 89                | 9             | Les voiturettes de Chef                          | Bombe et Graffiti                     | Grand Chef Auto                        |
| 90                | 10            | Très haut et très loin                           | La Voie des airs                      | Up, Up and Away in My Pitiful Balloon  |
| 91                | 11            | Mangez, dégueulez et méfiez-vous                 | L'Épreuve du chef                     | Eat, Puke and Be Wary                  |
| 92                | 12            | La forêt mutante de la terreur                   | Une plante qui à les crocs            | The Enchanted Frankenforest            |
| 93                | 13            | M. Méninges contre M. Muscles : L'Épreuve finale | Mister Intello contre Mister Biscotto | Brain vs. Brawn: The Ultimate Showdown |

### Anecdotes sur la saison
- Lors de l'épisode 6 Tania se fait enlever par un gorille géant comme dans King Kong et toujours dans ce même défi Louis est habillé comme Karl Lagerfeld
- Les personnages d'Anne-Marie et Vito sont inspirés par Snooki et Mike Sorrentino du reality-show Jersey Shore tandis que Dakota est une parodie de Paris Hilton
- Le personnage d'Hugo lors de l'épisode 9 est présenté comme Hannibal Lecter dans le Silence des Agneaux le mont Mercier est un monument fictif inspiré par le Mont Rushmore
- Le personnage de Commando Zoé est inspiré par John Rambo
- Le costume robotique de Cameron est inspiré par Iron Man
- Le Colouisée arène où se déroule la finale est un jeu de mots avec le Colisée situé à Rome

### Cinquième saison:1repartie:Les étoiles des défis extrêmes(2013)
| No. de production | No. de saison | Titre québécois             | Titre français                       | Titre original                      |
| ----------------- | ------------- | --------------------------- | ------------------------------------ | ----------------------------------- |
|                   |               |                             |                                      |                                     |
| 94                | 1             | Héros contre vilains        | Les Gentils contre les méchants      | Heroes vs. Villains                 |
| 95                | 2             | Peur maléfique              | Le Puzzle diabolique                 | Evil Dread                          |
| 96                | 3             | L'Attaque des sangsues      | Il faut sauver le soldat Globule     | Saving Private Leechball            |
| 97                | 4             | Bataille de bouffe          | Défi dévorant                        | Food Fright                         |
| 98                | 5             | Folie lunaire               | À pleine vitesse sous la pleine lune | Moon Madness                        |
| 99                | 6             | La Chasse aux œufs          | Un défi tout n'œuf                   | No Eggspects the Spanish Opposition |
| 100               | 7             | Coups bas                   | La Roue de l'infortune               | Suckers Punched                     |
| 101               | 8             | Régates explosives          | Et vogue la galère !                 | You Regatta Be Kidding Me           |
| 102               | 9             | À la recherche de Louis     | Le Centième et Dernier Épisode ?     | Zeek and Ye Shall Find              |
| 103               | 10            | Course à obstacle infernale | Des tortues pour les tordus          | The Obstakill Kourse                |
| 104               | 11            | Un sundae au goût douteux   | Glace à gogo                         | Sundae Muddy Sundae                 |
| 105               | 12            | La Chasse au butin          | Y a-t-il un pirate sur l'île ?       | The Bold and the Bootyful           |
| 106               | 13            | Le Sinistre final           | Le Grand Final !                     | The Final Wreck-ening               |

### Anecdotes sur la saison
- L'île des morts est inspirée par l'île des Bannis lors de la saison 12 de Koh Lanta
- la chanson que Michel siffle en tant que Mal (Malthus en VF) est Dans l'antre du roi de la montagne
- La marque Banane est un pastiche d'Apple

### Cinquième saison:2epartie:Défis extrêmes: L'île de Pahkitew(2014)
| No. de production | No. de saison | Titre québécois,                     | Titre français                        | Titre original                |
| ----------------- | ------------- | ------------------------------------ | ------------------------------------- | ----------------------------- |
|                   |               |                                      |                                       |                               |
| 107               | 1             | Alors, euh, c'est ça, mon équipe ?   | Des nouveaux pas au top niveau        | So, Uh This Is My Team ?      |
| 108               | 2             | Je t'aime, cochon graisseux !        | Défi à l'huile de gamelle             | I Love You, Grease Pig !      |
| 109               | 3             | Duel de jumelles                     | Plus c'est gonflé, plus on s'éclate ! | Twinning Isn't Everything     |
| 110               | 4             | Triangle amoureux                    | Les Coups de foudre d'Eugène          | I Love You, I Love You Know   |
| 111               | 5             | Un passé explosif                    | Un zombie ? Non, un revenant !        | A Blast from the Past         |
| 112               | 6             | Singeries et Problèmes               | Le Crépuscule d'Aurore                | Mo'Monkey Mo'Problems         |
| 113               | 7             | Au fond du trou                      | Au fond du trou                       | This Is the Pits              |
| 114               | 8             | Trois zones et un bébé               | Un bébé et des bobos                  | Three Zones and a Baby        |
| 115               | 9             | Va chercher !                        | Cache-cache à la sauce dégoulache     | Hurl and Go Seek !            |
| 116               | 10            | La Fièvre de Scarlette               | Alerte à Arlette                      | Scarlett Fever                |
| 117               | 11            | La Montagne aux alliances            | Une bombe nommé Cynthia               | Sky Fall                      |
| 118               | 12            | L'île aux talents                    | Un trio sans brio                     | Pahk'd With Talent            |
| 119               | 13            | Cachoteries, menteries et grand prix | Ragots et sanglots pour un magot      | Lies, Cries and One Big Prize |

### Anecdotes sur la saison
- Léonard utilise deux répliques de films "Vous ne passerez pas" énoncée par Gandalf dans Le Seigneur des anneaux ainsi que le sort Expelliarmus dans Harry Potter
- Le personnage d'Éléonore est une référence à Blanche Neige et celui de Max à Dexter
- Dans l'épisode 8 Max possède une mimique avec un doigt au bord des lèvres correspondant à Dr Denfer dans Austin Powers
- Les animaux robotiques de l'île de Pakhitew et les clones de Louis ont des yeux rouges LED et un squelette en métal comme dans Terminator

### Sixième saison: L'île des défis extrêmes (2023-24)
| No. de production | No. de saison | Titre québécois                         | Titre original                                      |  |
| ----------------- | ------------- | --------------------------------------- | --------------------------------------------------- |  |
|                   |               |                                         |                                                     |  |
| 120               | 1             | Place aux victimes                      | Meet the Victims                                    |  |
| 121               | 2             | Pirates des Chouraïbes                  | Pirates of the Cabbage'an                           |  |
| 122               | 3             | Héros ou zéros?                         | Drown Town Abbey                                    |  |
| 123               | 4             | Rien dans le crâne                      | Numbskull Island                                    |  |
| 124               | 5             | Guerre et pets                          | Jurassic Fart                                       |  |
| 125               | 6             | Chevaliers de la Stable Fronde          | The Launchback of Notre Game                        |  |
| 126               | 7             | Rien de n'œuf!                          | Severe Eggs and Pains                               |  |
| 127               | 8             | La roue du vomi                         | The Wheel of Vomit                                  |  |
| 128               | 9             | L'abeille et la bête                    | Paddle Field Earth                                  |  |
| 129               | 10            | Six rots de poteau                      | The Truth, The Pole Truth and Nothing But the Truth |  |
| 130               | 11            | Le Safari du Selfie                     | Tortoise Rigamortis                                 |  |
| 131               | 12            | Une grotte sur le cœur                  | Caved by the Bell                                   |  |
| 132               | 13            | Magma Cum Laude                         | Magma Cum Laude                                     |  |
| 133               | 14            | Un, deux, trois, sommeil!               | The Pink Painter Strikes Again                      |  |
| 134               | 15            | Le fond du panier                       | Taking It to the Rim Reaper                         |  |
| 135               | 16            | Sève qui peut!                          | You Poor Saps                                       |  |
| 136               | 17            | Tomber de haut                          | Choosin' for a Bruisin                              |  |
| 137               | 18            | Casser la glace                         | Ice to Beat You                                     |  |
| 138               | 19            | Joute de sale eau                       | Canoe Believe It?                                   |  |
| 139               | 20            | C'est du gâteau                         | Fun Fight at the O'Cake Corral                      |  |
| 140               | 21            | Machine à troubles                      | Haulin' and Ballin                                  |  |
| 141               | 22            | Ça passe ou ça casse                    | Breaking Up Is Hard to Do                           |  |
| 142               | 23            | Au bord du gouffre                      | Circling the Drain                                  |  |
| 143               | 24            | Un chien vaut mieux que deux tu l'auras | Working K9 to 5                                     |  |
| 144               | 25            | Accroche et empoche                     | Off the Hook!                                       |  |
| 145               | 26            | Une victoire aléatoire                  | Soar Losers                                         |  |

## Séries dérivées

### Défis extrêmes: L'absurdicourse (2015)
| No. | Titre québécois                                     | Titre français                     | Titre original                              |
| --- | --------------------------------------------------- | ---------------------------------- | ------------------------------------------- |
|     |                                                     |                                    |                                             |
| 1   | Aucun perdant, dix-huit équipes – 1re partie        | Coups de chauds ou sueurs froides  | None Down, Eighteen to Go – Part 1          |
| 2   | Aucun perdant, dix-huit équipes – 2e partie         | La route des épices                | None Down, Eighteen to Go – Part 2          |
| 3   | À la conquête de Paris                              | En Seine !                         | French is an Eiffel Language                |
| 4   | Mauvais rêve sur les rives de la Méditerranée       | Une mer d'embrouilles              | Mediterranean Homesick Blues                |
| 5   | Téléphone islandais                                 | Une journée pas fossile à digérer  | Bjorken Telephone                           |
| 6   | Péril au Brésil                                     | Un peu trop pical                  | Brazilian Pain Forest                       |
| 7   | Au clair de la lune, je pète les plombs             | Double flip chez Dracula           | A Tisket, a Casket, I'm Gonna Blow a Gasket |
| 8   | Lune de fiel à Hawaï                                | Lune de fiel à Hawaï               | Hawaiian Honeyruin                          |
| 9   | Allô et Dubaï                                       | Raquette ou Raclette               | Hello and Dubai                             |
| 10  | À Pékin, les copains !                              | Brochette party                    | New Beijinging                              |
| 11  | Vive l’absurdirock                                  | Sur un air de guitare              | I Love Ridonc and Roll                      |
| 12  | Selfie Safari                                       | Plus dure sera la chute            | My Way or Zimbabwe                          |
| 13  | À L'Ombre de Geelong                                | Cachot, radeau, bingo !            | The Shawshank Ridonc-tion                   |
| 14  | Drôles de Lapins en Australie                       | Rongeurs et terreurs               | Down and Outback                            |
| 15  | Bungee ou Haka                                      | Tatoo faux                         | Maori or Less                               |
| 16  | Le Petit Taureau dans la Prairie                    | Le Taureau dans la prairie         | Little Bull on the Prairie                  |
| 17  | Le Seigneur du Lancer des Anneaux                   | Le Seigneur de l'anneau            | Lord of the Ring Toss                       |
| 18  | Vous Avez du Venin ?                                | Pas commode, le Komodo             | Got Venom                                   |
| 19  | Mon Buggy, Ton Buggy                                | Pagaille à Las Vegas               | Dude Buggies                                |
| 20  | El Supremo de Lapinou                               | Burritos et Bourricots             | El Bunny Supremo                            |
| 21  | Sens Dessus Dessous                                 | Pêche aux doigts et poissons-chats | Ca-Noodling                                 |
| 22  | Quelle est la Prodondeur de ton Amour               | Voyage au centre de la terre       | How Deep Is Your Love                       |
| 23  | Le Thé de la Colère                                 | Sabotages et feuilles de thé       | Darjeel With It                             |
| 24  | Le Dernier Tango à Buenos Aires                     | Tango dingo                        | Last Tango in Buenos Aires                  |
| 25  | Bahamarama                                          | Coups fourrés sur sable fin        | Bahamarama                                  |
| 26  | Un Million de Façons de Perde un Million de Dollars | Ultime Affrontement                | A Million Ways to Lose a Million Dollars    |